# Benny Feilhaber
Benny Feilhaber er en amerikansk fodboldspiller, der spiller på den offensiv midtbane og højre fløj. Han spiller på midtbanen for Los Angeles FC i Major League Soccer i USA. Feilhaber og hans familie flyttede fra Brasilien til USA, da han var 6 år gammel.

## Klubkarriere
Feilhaber fik først sin fodboldopvækst på skoleholdet på Northwood High School i Irvine, California og derefter på UCLA.
Da han var færdig med studierne skiftede han til tyske Hamburger SV, hvor han i første sæson spillede for deres 2.hold i Regionalliga Nord, inden han blev rykket op på deres Bundesligahold i 2006.
I 2007 blev den unge spiller fulgt tæt af blandt andet RC Strasbourg, SC Heerenveen, Celtic FC, FC Basel, og især engelske Derby County, som han endte med at skiftede til for £1.000.000. Her blev det til fast spilletid på 1. holdet indtil 2008, hvor træneren Billy Davies blev udskiftet med Paul Jewell, der sendte Benny ned på 2.holdet, og i transfervinduet 2007/2008 blev Feilhaber rygtet til Maccabi Tel Aviv og Major League Soccer, men ingen af delene blev til noget.
Under OL i sommeren 2008 varslede Benny, at et klubskifte var tæt på, og han skiftede kort tid efter til AGF (den 15 August 2008) på en fri transfer, hvor Derby havde sikret sig en del af transfersummen, hvis AGF solgte Feilhaber videre. Han underskrev en 3 årig kontrakt og blev tildelt nummer 17 i den hvide trøje. Benny Feilhaber blev skadet i sin debutkamp og var sat ud af spillet resten af kalenderåret 2008. I slutningen af foråret 2009 kom Feilhaber tilbage, og han indledte efteråret 2009 med to fremragende præstationer og et mål, som sendte AGF op som nr. 1 i Superligaen. Hans mål blev scoret mod Randers FC den 27. juli, hvor AGF vandt 3-2.
I foråret 2010 var Feilhaber skadet i en længere periode, og AGF rykkede ud af superligaen. Han spillede på holdet i 1. division hele efteråret 2010 og var bl.a. med et spektakulært frisparksmål mod HB Køge med til at bringe holdet i toppen af divisionen, inden han den 20 april 2011 skiftede til New England Revolution i USA. New England valgte at overtage Feilhaber, efter at Major Soccer League havde købt ham fri af kontrakten i AGF. I forbindelse med salget udtalte AGF's sportsdirektør Brian Steen Nielsen, at han var stolt af at have haft en så stor profil i klubben. 
Efter 2012 sæsonen, forlængede New England Revolution ikke Feilhaber's kontrakt. Dette resulterede i, at han skiftede til Sporting Kansas City i 2013. .

## Landshold
I 2005 da han var på hans 2.år hos UCLA Bruins blev han udtaget til USA's hold ved Maccabiah Games i Israel, som er et olympisk-lignende begivenhed for jødiske atleter, hvor han var med til at vinde sølvmedaljer.
Han blev også udtaget til USA's U20 landshold, som deltog ved FIFA's U20 VM i Holland, hvor han spillede i trøje nr. 8, og kom på turneringens All Star hold.
Og mod slutningen af året blev han endda udtaget til A-landsholdet i forbindelse med en venskabskamp mod Skotland, hvor han dog ikke fik spilletid.
Feilhaber's bedrifter gav ham titlen "U.S. Soccer’s Young Male Athlete of the Year in 2005"
I 2006 blev han igen udtaget til en venskabskamp med Tyskland, men heller ikke her fik han spilletid. Senere i 2006, blev han af Østrig's træner Andreas Herzog udtaget til Østrigs fodboldlandshold, idet hans far stammer fra Østrig. Men han takkede nej, da han ville kæmpe videre, for at få spilletid på USA's landshold.
I 2007 fik han endelig chancen for USA i kampen mod Ecuador, og derefter mod Kina, hvor han scorede hans første landsholdsmål. Senere på året scorede han det afgørende mål i finalen ved CONCACAF Gold Cup, hvor USA vandt over Mexico, hvorefter han blev fast mand på holdet.
Ved OL i 2008 blev han udtaget til USA's U23 landshold, og fik spilletid i alle tre gruppekampe iført trøje nummer 10.
Benny var desuden med ved VM 2010 i Sydafrika, hvor han gjorde en ganske god indsats, og USA nåede ottendedels finalerne.

### A-Landsholdskampe for USA
| Kamp nr. | Motstander         | Tidspunkt  | Stadion                        | By           | Resultat1 | Mål | Klub         | Kampreferat                                                |
| -------- | ------------------ | ---------- | ------------------------------ | ------------ | --------- | --- | ------------ | ---------------------------------------------------------- |
| 1        | Ecuador            | 25/03-2007 | Raymond James Stadium          | Tampa        | 3-1       | 0   | Hamburger SV | US SOCCER Arkiveret 27. september 2007 hos Wayback Machine |
| 2        | Guatemala          | 28/03-2007 | Pizza Hut Park                 | Frisco       | 0-0       | 0   | Hamburger SV | US SOCCER Arkiveret 30. september 2007 hos Wayback Machine |
| 3        | Kina               | 02/06-2007 | Spartan Stadium                | San Jose     | 4-1       | 1   | Hamburger SV | US SOCCER                                                  |
| 4        | Guatemala          | 07/06-2007 | Home Depot Center              | Carson       | 1-0       | 0   | Hamburger SV | US SOCCER Arkiveret 27. september 2007 hos Wayback Machine |
| 5        | Trinidad og Tobago | 09/06-2007 | Home Depot Center              | Carson       | 2-0       | 0   | Hamburger SV | US SOCCER Arkiveret 8. august 2007 hos Wayback Machine     |
| 6        | El Salvador        | 12/06-2007 | Gillette Stadium               | Foxborough   | 4-0       | 0   | Hamburger SV | US SOCCER Arkiveret 30. september 2007 hos Wayback Machine |
| 7        | Canada             | 21/06-2007 | Soldier Field                  | Chicago      | 2-1       | 0   | Hamburger SV | US SOCCER Arkiveret 22. september 2007 hos Wayback Machine |
| 8        | Mexico             | 24/06-2007 | Soldier Field                  | Chicago      | 2-1       | 1   | Hamburger SV | US SOCCER Arkiveret 30. september 2007 hos Wayback Machine |
| 9        | Argentina          | 28/06-2007 | Estadio Jose Panchencho Romero | Maracaibo    | 1-4       | 0   | Hamburger SV | US SOCCER Arkiveret 22. august 2007 hos Wayback Machine    |
| 10       | Paraguay           | 02/07-2007 | Estadio Agustin Tovar          | Barinas      | 1-3       | 0   | Hamburger SV | US SOCCER Arkiveret 30. september 2007 hos Wayback Machine |
| 11       | Sverige            | 22/08-2007 | Ullevi                         | Gøteborg     | 0-1       | 0   | Derby County | US SOCCER                                                  |
| 12       | Brasilien          | 09/09-2007 | Soldier Field                  | Chicago      | 2-4       | 0   | Derby County | US SOCCER Arkiveret 12. september 2007 hos Wayback Machine |
| 13       | Schweiz            | 17/10-2007 | St. Jakob-Park                 | Basel        | 1-0       | 0   | Derby County | US SOCCER Arkiveret 19. oktober 2007 hos Wayback Machine   |
| 14       | Sydafrika          | 17/11-2007 | Ellis Park                     | Johannesburg | 1-0       | 0   | Derby County | US SOCCER Arkiveret 5. juli 2008 hos Wayback Machine       |
| 15       | Mexico             | 06/02-2008 | Reliant Stadium                | Houston      | 2-2       | 0   | Derby County | US SOCCER Arkiveret 17. maj 2008 hos Wayback Machine       |
| 16       | Polen              | 26/03-2008 | Wisla Stadium                  | Krakow       | 3-0       | 0   | Derby County | US SOCCER Arkiveret 20. august 2008 hos Wayback Machine    |

Fotnote
- 1 USA's målscorer er nævnt først